# Alstadener Kanu-Club
Der Alstadener Kanu-Club Oberhausen Rhld. e.V. ist ein Kanusportverein in Alstaden an der Ruhr, einem Stadtteil der Ruhrgebietsstadt Oberhausen. Schwerpunktmäßig bietet der Verein die Sportarten Kanurennsport, Kanumarathon und Kanuwandern an. Im Weiteren gibt es eine Frauensportgruppe und eine Herrensportgruppe.

## Gründung
Der Verein entstand 1948 als Kanuabteilung des SC Rot-Weiß Oberhausen an der Ruhr. Die Boote wurden in einem Schuppen eines Bauunternehmers an der Ruhr untergebracht. Dies wurde mit der Zeit von den Kanuten als unzureichend empfunden, ihr Wunsch nach einem eigenen Bootshaus wurde vom Rot-Weiß Oberhausen nicht mitgetragen.
Zum 6. Oktober 1956 wurde daher der Alstadener Kanu-Club Oberhausen-Rhld. e.V. gegründet. Das gewünschte Boots- und Clubhaus errichteten die Alstadener mit viel Eigenarbeit und Engagement nach der Trennung vom RWO am Fuße der Halde „Am Ruhrufer“, - dem heutigen Biotop am Ufer des Alstadener Ruhrbogens.
1977 begann der Haldenboden zu brennen, weshalb das ehemalige Vereinshaus aufgegeben werden musste. Bis 1989 wurde der Betrieb improvisiert aufrechterhalten. In dieser Zeit wurde die Halde abgetragen und das neue Clubhaus auf der Blockstraße konnte errichtet werden.
Ursprünglich war der AKC als reiner Kanurennsport-Verein ausgerichtet. Im Lauf der Zeit wurde das Angebot breiter gefächert, sodass auch Kinder-, Kanuwander- und Breitensport angeboten werden. Ab den 2000er-Jahren entwickelte sich der Kanumarathonsport zu einer weiteren Disziplin der Alstadener. Bis heute zählt der AKC zu den erfolgreichsten Kanuvereinen Deutschlands.

## Sportbetrieb
Kanurennsport ist traditionell das Hauptbetätigungsfeld des AKC Oberhausen. Seit Beginn der 1960er Jahre haben immer wieder Vereinsmitglieder an nationalen und internationalen Meisterschaften teilgenommen, um Medaillen gerungen und Titel für Oberhausen geholt. Die aktiven Rennsportler des AKC Oberhausen trainieren unter der Anleitung von qualifizierten Trainern je nach Alter 4–6× in der Woche.
Im Kinderbereich werden besondere Vielseitigkeits-Wettbewerbe, bestehend aus einem ballonierten Slalomparcours, einer Laufstrecke sowie einer auf 1000 m oder 1500 m verkürzten Langstrecke in speziellen Schülerkajaks gefahren.

## Mitglieder der Nationalmannschaft
- 1961 Heinz Büker
- 1962 Heinz Büker, Friedhelm Heuser
- 1964 Heinz Büker, Ingrid Heuser
- 1965 Heinz Büker, Ingrid Heuser
- 1966 Heinz Büker
- 1967 Heinz Büker, Ingrid Heuser, Johannes „Abu“ Günther
- 1969 Walter Schoofs, Karins Schulz
- 1971 Brigitte Gericke
- 1973 Birgit und Gudrun Meirich
- 1974 Brigitte Gericke
- 1975 Arno Neiss
- 1983 Christiane Kleine-Natrop
- 1984 Christiane Kleine-Natrop
- 1985 Sabine Pietern
- 1986 Sabine Pietern
- 1987 Karsten Heuser, Sabine Pietern
- 1988 Karsten Heuser, Oliver Fricke, Thomas Strozyk, Sascha Kinzel
- 1989 Karsten Heuser, Thomas Strozyk
- 1990 Meik Heuser
- 1993 Nadine Opgen-Rhein
- 1994 Nadine Opgen-Rhein
- 1995 Liane Geist
- 2004 Nadine Jürgens
- 2005 Nadine Jürgens
- 2007 Celin Langer
- 2009 Natalie Langer
- 2010 Natalie Langer
- 2012 Natalie Langer
- 2015 Tobias Heuser
- 2016 Tobias Heuser, Sebastian Lück, Natalie Mengede, Nina Zivny
- 2017 Tobias Heuser; Niklas Heuser
- 2018 Niklas Heuser
- 2019 Niklas Heuser, Tobias Heuser
- 2020 Niklas Heuser, Tobias Heuser
- 2021 Niklas Heuser
- 2022 Niklas Heuser, Caroline Heuser
- 2023 Niklas Heuser, Caroline Heuser

## Lage
Das Bootshaus findet sich auf der Blockstraße 67, dem südwestlichen Rand Alstadens. Es liegt am rechten Ufer eines Seitenarms der Ruhr, dem alten Verlauf des Flusses (Alte Ruhr oder Strömchen) vor dem Bau des Ruhrschifffahrtkanals.